# Der Papst und das Mädchen

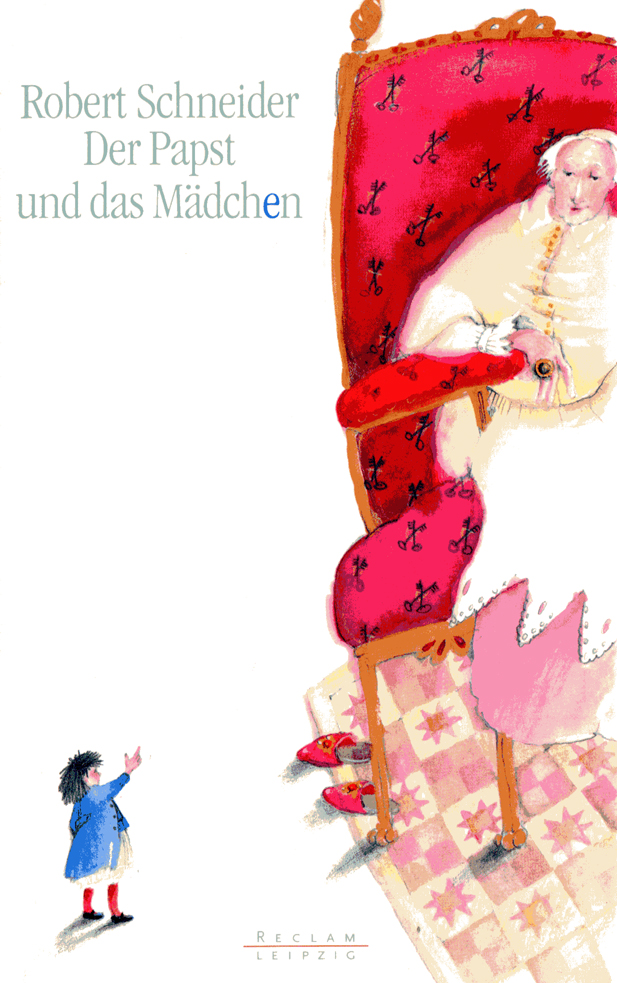
Cover der Originalausgabe, 2000

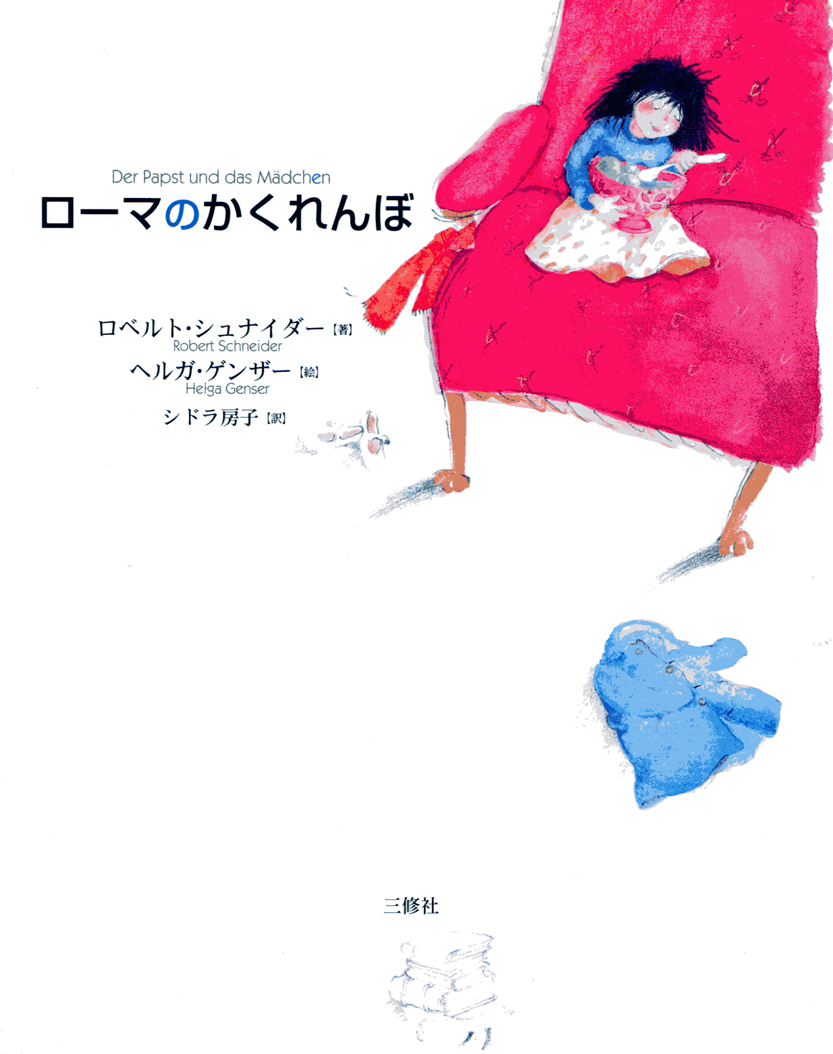
Cover der japanischen Ausgabe, 2003

Der Papst und das Mädchen ist eine 2001 veröffentlichte Erzählung von Robert Schneider. Thema ist die Reflexion über die Vaterfigur unter zwei konträren Standpunkten. Ein kleines römisches Mädchen begegnet dem fiktiven Papst Silvester IV. Es entwickelt sich ein Gespräch. Das Kind kann nicht verwinden, dass sein Vater es verlassen hat. Der Papst wiederum erzählt von seinem Scheitern, ein Vater für die katholische Kirche zu sein.
Schneider nennt den Text eine Studie über die Ohnmacht, angeregt durch die Lektüre von C. G. Jungs Schrift Kinderträume. Die Erzählung ist sowohl Kinder- als auch Erwachsenenbuch. Der Text wurde von Helga Genser, Gestalterin der Publikationen der SOS-Kinderdörfer, illustriert.

## Inhalt
In der Borgata Tor Marancia, einem ärmlichen Vorort von Rom, wo die kleine Loredana Felice mit ihrer geschiedenen Mutter lebt. Kurz vor Weihnachten macht das Mädchen einen Schulausflug in den Vatikan. Auf dem Petersplatz verirrt sie sich, gelangt in den päpstlichen Geheimbezirk und steht plötzlich vor Papst Silvester IV. Die beiden verbringen mehrere Stunden im Gespräch, schließen Freundschaft miteinander, duzen sich sogar am Ende. Loredana vertraut dem Papst ihren Kummer an. Sie kann es nicht verwinden, dass ihr Vater sie verlassen hat, betrachtet es als ihr Verschulden, hofft beharrlich auf dessen Rückkehr und akzeptiert daher auch keinen Ersatzvater.
Der Papst, berührt von der Offenheit und Naivität des Kindes, sagt alle dringlichen Geschäfte dieses Nachmittags ab und widmet sich Loredana, indem er aus seinem eigenen Leben berichtet: vom Tod seines alkoholabhängigen Vaters, der auf der Landstraße starb. Wie er, Silvester IV., sich als Student in ein Mädchen verliebte, das ihn abwies. Von den Erwartungen, die im Vatikan an ihn gestellt wurden und die er weder erfüllen wollte noch konnte. Vom Schwinden des Einflusses der katholischen Kirche in der westlichen Welt. Vieles an der katholischen Kirche sei alt geworden, sterbensalt, sagte er wörtlich. Er hege jedoch nicht im Geringsten die Absicht, dieser Greisin mit Namen Kirche das Leben um jeden Preis zu verlängern. (S. 103ff. der Erstausgabe, 2000).
Die Begegnung erweist sich als gegenseitige Bereicherung. Für Loredana klärt sich, zumindest im Ansatz, die Familiensituation. Sie lernt allmählich, ihren Ersatzvater zu akzeptieren. Der nach außen hin resigniert und schwach wirkende Papst findet in der Heiterkeit des Kindes wieder einen Funken Hoffnung in sich.
Am Ende wird Loredana im Papamobil nach Hause gefahren, aber sie verschläft das große Ereignis. Wenige Tage darauf verstirbt Silvester IV. Es heißt, der Papst habe sich nicht den brennenden Fragen dieser Zeit gestellt, sei ein schwacher, hilfloser Mann gewesen und sein Pontifikat unbedeutend. Loredana aber weiß es besser.

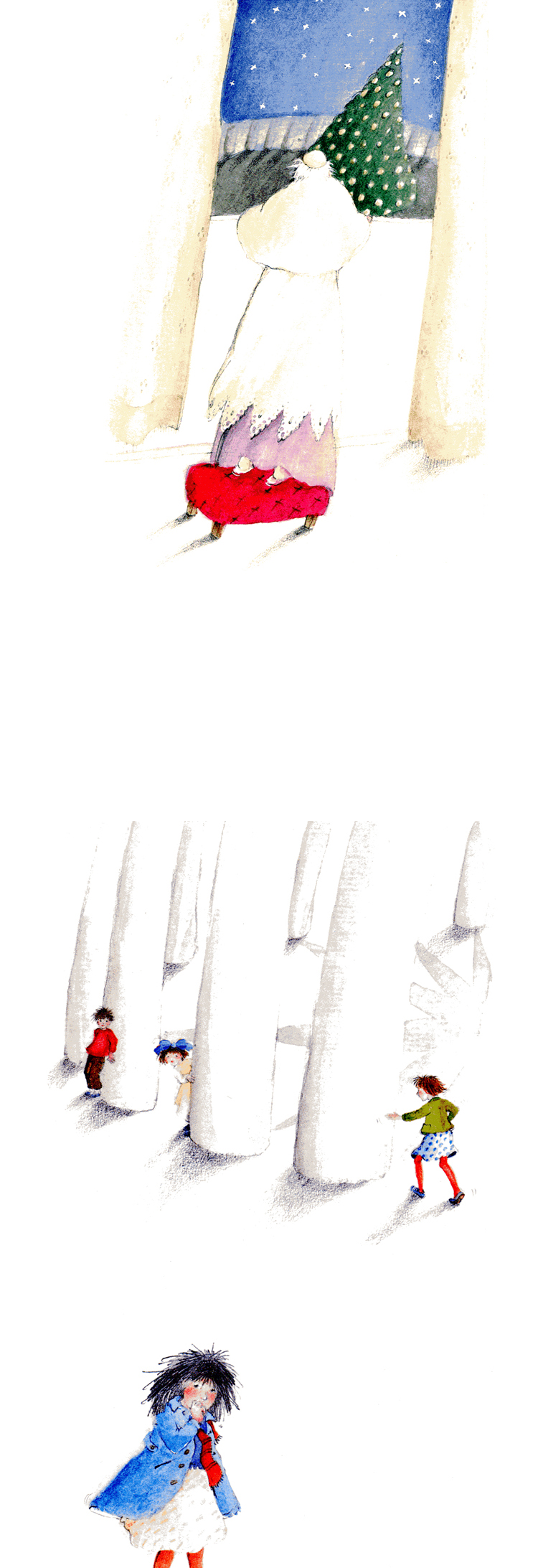
Zwei Illustrationen von Helga Genser

## Erzählweise
Die Erzählung ist in drei Teile gegliedert: Der Vater oder wie alles anfing – Der verlorene Vater – Wir haben einen Vater. Letztere Überschrift ist identisch mit dem lateinischen Habemus Papam, mit welcher Formel eine erfolgreiche Papstwahl durch den Kardinalprotodiakon verkündet wird.
Gattungsgeschichtlich handelt es sich um die Form eines Kunstmärchens, dessen Handlung frei erfunden ist. Bezeichnend ist das Erscheinen des phantastischen Elements, das durch die Einführung eines ad absurdum geführten Gleichnisses erzeugt wird. In diesem Gleichnis, der Erzählung vom Kometen über dem Bahnhof Termini (S. 111ff.), findet sich der Protagonist quasi in einem Déjà-vu-Erlebnis wieder, womit die Episode an den Anfang zurückkehrt und sich wie in zwei gegenüberhängenden Spiegeln unendlich vervielfacht.
Der Ton der Erzählung ist der klassische Märchenton, der Gestus des Es-war-einmal. Die Sätze sind lakonisch, jedoch voller Emphase, was dem Autor den Vorwurf des Sentenzhaften eingetragen hat. Die handelnden Figuren werden durch charakterisierende Sprechweisen konturiert.

## Deutung
Die Bebilderung des Textes mit Zeichnungen und Vignetten und die Form des Märchens legen die Vermutung nahe, dass Schneider das Buch sowohl für Kinder als auch Erwachsene konzipiert hat, wenngleich Verlag und Autor es unterlassen, dem Text eine Gattungsbezeichnung beizufügen.
Schneider führt das Motiv der Spiegelung (Analytische Psychologie) ein, das sich als roter Faden durch das ganze Buch zieht: Erst viele Jahre später, (…), begriff ich, was es mit diesem Licht (…) auf sich hatte. Es war mein eigenes Augenlicht. Ich hatte mich nur gespiegelt. Gespiegelt in den Augen der Menschen, die mein Herz am tiefsten berührt haben. (S. 95) Hier bezieht er sich vermutlich auf die im Interview gegenüber Ursula Prütz geäußerten Einflüsse durch C. G. Jungs Persönlichkeitstheorie. Das Ich ist der Ort des Bewusstseins und spiegelt sich in den im Unbewussten liegenden Komplexen. Insofern kann der Text als literarische Paraphrase zu C. G. Jungs so genanntem Modell der Einsichtstherapie gedeutet werden, das darauf hinzielt, dem Patienten Einsicht in sein Dilemma zu gewähren.

## Rezeption
Wie schon in seinen vorangegangenen Büchern hatte Schneider auch mit dieser Erzählung wenig Schmeichelhaftes von der Literaturkritik zu erwarten. Einzige Ausnahme ist die Besprechung von Ulrich Greiner in der Zeit vom 29. November 2001. Nach der Veröffentlichung von Schneiders zweitem Roman Die Luftgängerin (1998) wurde sein Werk durchwegs negativ rezipiert, wobei sich irrationale Motive die Person des Autors betreffend mit kursorisch wiederkehrenden Überlegungen und Urteilen zur literarischen Zuordnung dieses Außenseiters der deutschsprachigen Literatur vermischten.
Werner Jung sieht in seiner Besprechung (…) nichts Neues, Interessantes oder etwas, das Anlass zu einer Diskussion bieten könnte. Christoph Leitgeb fragt: Ist es zynisch, auch diese Art der Ironie, Tiefe und Einfachheit nicht zu mögen? Ulrike Längle sieht in dem Buch eine Auseinandersetzung mit dem Katholizismus und der Rolle des Papstes, und Ulrich Greiner schreibt zu dem wiederkehrenden Vorwurf des Kitsches: Nur wenn man alle modernen Märchen überhaupt kitschig findet, ist auch Schneiders Märchen eben kitschig. Dennoch findet er die Erzählung eine gelungene Mischung aus Wirklichkeit, Fantasie und Poesie. (…) Mit dieser schönen Novelle (sic!, der Verf.) hat Schneider sich selbst und seinen Lesern eine Pause gegönnt.

## Ausgaben
- Der Papst und das Mädchen. Erzählung. Reclam-Verlag, Leipzig 2001. ISBN 3-379-00781-1
- Der Papst und das Mädchen. Bearbeitete Neufassung. Bucher Verlag, Hohenems 2020. ISBN 978-3-99018-534-6